# شاه محمود قریشی
مخدوم شاه محمود حسین قریشی سیاستمدار پاکستانی است که از ۲۰ اوت ۲۰۱۸ تاکنون وزیر امور خارجه پاکستان است. او از اوت ۲۰۱۸ عضو مجلس شورا و مجمع ملی پاکستان و از دسامبر ۲۰۱۱ نایب رئیس حزب تحریک انصاف پاکستان بوده‌است. او پیشتر از ۲۰۰۲ تا مه ۲۰۱۸ عضو مجمع ملی و از ۲۰۰۸ تا ۲۰۱۱ وزیر امور خارجه بوده‌است.